# دیکلورووس
دیکلورووس (انگلیسی: Dichlorvos) Dichlorvos (2،۲-دی‌کلرووینیل دی‌متیل فسفات، یا به اختصار DDVP) یک ارگانوفسفات است که به‌طور گسترده به عنوان یک حشره‌کش و آفت‌کش برای کنترل آفات خانگی، در بهداشت عمومی و محافظت از محصولات ذخیره شده در برابر حشرات استفاده می‌شود. این ترکیب از سال ۱۹۶۱ به صورت تجاری در دسترس بوده است و به دلیل شیوع آن در آبراه‌های شهری و این واقعیت که سمیت آن فراتر از حشرات است، بحث‌برانگیز شده است. این حشره‌کش از سال ۱۹۹۸ در اتحادیهٔ اروپا ممنوع شده است.
دیکلورووس در برابر مگس قارچ، شته، کنه‌های عنکبوتی، کرم‌ها، تریپس و مگس‌های سفید در گلخانه‌ها و محصولات در فضای باز مؤثر است. همچنین در صنایع آسیاب و حبوبات و برای درمان انواع عفونت‌های کرم انگلی در جانوران و انسان استفاده می‌شود. برای کنترل لارو مگس در کود به دام‌ها داده می‌شود. در برابر حشرات هم به عنوان یک سم تماسی و هم به عنوان یک سم بلعیده عمل می‌کند. این دارو به عنوان یک آئروسل و کنسانترهٔ محلول در دسترس است. همچنین در قلاده‌های ضد کک حیوانات خانگی و «نوارهای بدون آفت» به شکل پلاستیک آغشته به آفت‌کش استفاده می‌شود. این مواد از سال ۱۹۶۴ در دسترس خانواده‌ها بوده است و تا حدودی به دلیل استفادهٔ نادرست منبع نگرانی‌هایی بوده است.

## مکانیسم عمل
دیکلورووس مانند سایر حشره‌کش‌های ارگانوفسفره، روی استیل‌کولین استراز مرتبط با دستگاه عصبی حشرات اثر می‌گذارد. شواهدی برای سایر شیوه‌های عمل، قابل استفاده برای حیوانات بالاتر، ارائه شده است. گفته می‌شود که این سم به دی‌ان‌ای حشرات آسیب می‌رساند.

## اثرها بر روی انسان
از آنجایی که این دارو یک مهارکنندهٔ استیل‌کولین استراز است، علائم مواجهه با دیکلورووس شامل موارد زیر است:
ضعف، سردرد، گرفتگی قفسهٔ سینه، تاری دید، ترشح بزاق، تعریق، حالت تهوع، استفراغ، اسهال، گرفتگی عضلات شکمی، سوزش چشم و پوست، انقباض چشم، آبریزش بینی، خس‌خس سینه، اسپاسم حنجره، سیانوز، بی‌اشتهایی، پرش عضلانی، فلج، سرگیجه، آتاکسی، تشنج، فشار خون پایین و آریتمی قلبی.
همچنین گفته شده است که بر رشد دی‌ان‌ای تأثیر می‌گذارد و با دستگاه عصبی انسان تداخل دارد.